# Neivamyrmex falcifer
Neivamyrmex falcifer é uma espécie de formiga do gênero Neivamyrmex.